# Revuelta Irmandiña

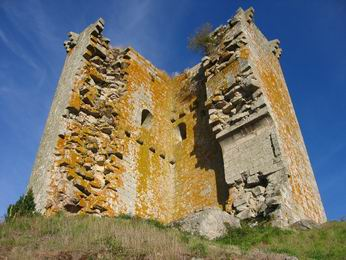
Sandiás, fue uno de los 130 castillos destruidos por los irmandiños

La Revuelta Irmandiña fue una revuelta social que tuvo lugar en Galicia entre 1467 y 1469. Comenzó en la primavera de 1467 en Galicia, en una situación de conflicto social (hambre, epidemias y abusos por parte de la nobleza) y político (guerra civil en Castilla). A Santa Irmandade («La Santa Hermandad»), surgida y justificada por tal situación, se tornó en una revuelta como reacción a un sentimiento acumulado de agravio por los males y daños que el pueblo recibía de los nobles de las fortalezas.
Con la unión dinástica entre los reinos de León y Castilla en 1230, Galicia se convirtió en una región dependiente de la Corona de Castilla. El gran peso rural en la estructura económica y la enorme influencia nobiliaria, tanto laica como eclesiástica, convirtieron a Galicia en una importante parte de la Corona. El gran poder del clero y la nobleza en ella supusieron una gran molestia para la Corona. Esta nobleza (los Osorio en Monforte de Lemos y Sarria, los Andrade en Puentedeume, los Moscoso en Vimianzo, los Sarmiento, los Ulloa, los Sotomayor, etc.) cometía numerosos abusos que iban desde el patrocinio del bandolerismo señorial hasta el incremento desorbitado de la presión fiscal. El campesinado fue la víctima más acusada de los abusos señoriales y, por tanto, protagonizó diversas revueltas contra la nobleza. Las más importantes fueron la Irmandade Fusquenlla, en contra sobre todo de los señores episcopales, y la Gran Guerra Irmandiña.

## Irmandade Fusquenlla
La Irmandade Fusquenlla (Hermandad Enloquecida u Ofuscada) se formó en el año 1431, en las tierras del señor de Andrade, por la extrema dureza con la que Nuno Freire de Andrade, o Mao, trataba a sus vasallos. La revuelta se inició en las comarcas de Puentedeume y Betanzos y se expandió por los obispados de Lugo y Mondoñedo e incluso el arzobispado de Santiago de Compostela. Roi Xordo, un hidalgo de baja estirpe de Ferrol o de La Coruña, dirigió las tropas de la Irmandade Fusquenlla. Pereció en la represión posterior a la derrota irmandiña (1435).

## Gran Guerra Irmandiña
La Gran Guerra Irmandiña tuvo lugar entre 1467 y 1469. Los preparativos para la formación de una Irmandade Xeral (Hermandad General) empezaron en los años anteriores por parte de Alonso de Lanzós y con el apoyo de varios ayuntamientos (La Coruña, Betanzos, Ferrol, Lugo), que actuaron como motores iniciales del movimiento. En este caso, la revuelta irmandiña fue una auténtica guerra civil por la participación social que tuvo.
Años consecutivos de malas cosechas y pestes provocaron una revuelta popular. Según los testigos del juicio Tavera-Fonseca, los irmandiños contarían con unos 80 000 efectivos. En la organización y dirección de la guerra irmandiña participaron varios grupos sociales: campesinos, gentes de ciudades, baja nobleza, hidalguía e incluso miembros del clero (varios miembros de la estructura eclesiástica apoyaron económicamente a los irmandiños). Los jefes del movimiento pertenecían a la baja nobleza (hidalgos). Pedro Osorio actuó en el centro de Galicia, sobre todo en la zona compostelana, Alonso Lanzós dirigió la revuelta en la zona norte de Galicia y Diego de Lemos encabezó las acciones irmandiñas en el sur de las provincias de Lugo y norte de Orense. El auge del movimiento irmandiño fue posible por la existencia de lo que el estudioso Carlos Barros G. llamó «mentalidad justiciera y antiseñorial» de la sociedad gallega bajomedieval, que rechazaba las injusticias cometidas por los señores, considerados popularmente como unos «malhechores».
Los enemigos de los irmandiños fueron fundamentalmente nobles laicos, dueños de castillos, fortalezas y encomenderos de las principales iglesias y monasterios. Los irmandiños destruyeron alrededor de 130 castillos y fortalezas durante los dos años de la guerra irmandiña. Los linajes Lemos, Andrade y Moscoso fueron el blanco preferido de los irmandiños. Los irmandiños, por el contrario, no atacaron a los eclesiásticos. En un primer momento, parte de la nobleza que sufrió la ira de los irmandiños huyó a Portugal o Castilla. En 1469, Pedro Madruga inició desde Portugal el ataque feudal, con el apoyo de otros nobles y de las fuerzas del arzobispo de Santiago de Compostela. Las tropas feudales, que contaban con una mejor maquinaria de guerra (las tropas de Pedro Madruga usaban modernos arcabuces), vencieron a los irmandiños, arrestando y matando a sus líderes. La victoria de las tropas de Pedro Madruga se debió en parte al apoyo de los reyes de Castilla y Portugal, además de la división de las fuerzas irmandiñas.

## Edad Contemporánea
Desde 1980 se celebra en Moeche el festival irmandiño en el que se conmemora el asalto al Castillo de Moeche. En la medianoche del 18 de agosto, se procede a la lectura del pregón y, posteriormente, al "Asalto al castillo" para rememorar las revueltas irmandiñas.[cita requerida]
Desde 1996, en Vimianzo, se celebra cada primer sábado de julio una representación de la Revuelta Irmandiña llamada "Asalto ao Castelo", en la que participan activamente los asistentes. Se trata de una representación teatral acompañada de una batalla y posterior toma del castillo. Además, hay conciertos y jornadas de pinchos en los locales del municipio.